# Łobżenica
Łobżenica (tyska: Lobsens) är en stad i Storpolens vojvodskap i västra Polen. Łobżenica hade 3 038 invånare år 2013.
Under andra världskriget ingick Łobżenica i Reichsgau Wartheland.

## Administrativ indelning
Łobżenica består av 22 stadsdelar. Tyska namn inom parentes.
| - Chlebno - Dębno - Dziegciarnia - Dźwierszno Małe - Dźwierszno Wielkie - Fanianowo - Ferdynandowo - Izdebki - Kościerzyn Mały - Kruszki (Kruszka, 1939–1945 Schönrode, Kr. Wirsitz) - Kunowo (Kunowo, 1939–1945 Kunau, Kr. Wirsitz) - Liszkowo (Liszkowo, 1900-talet Witzleben) | - Luchowo (Luchowo, 1942–1945 Buchen, Kr. Wirsitz) - Piesno (Piesno, 1942–1945 Liedertal) - Rataje - Szczerbin (Szczerbin, 1939–1942 Scherbin, 1942–1945 Scherben) - Topola (Topolla, 1942–1945 Töppeln, Kr. Wirsitz) - Trzeboń - Walentynowo (Valentinowo, 1942–1945 Feltendorf) - Wiktorówko (Wiktorowko, 1939–1945 Viktorsau) - Witrogoszcz (Güntergost) - Witrogoszcz-Kolonia |